# عبد الوهاب (مؤرخ)
عبد الوهاب المعروف أيضًا باسم الشيخ عبد الوهاب ،  (توفي عام 1622/3) كان مؤرخًا لسلطنة مغول الهند ورفيقًا مقربًا للسلطان جهانكير. وهو معروف بعمله "انتخاب جهانكير شاهي".

## أعمال
أنشأ عبد الوهاب كتاب انتخاب جهانكير شاهي، وهو عمل غطى معلومات عن عهد السلطان جهانجير. يصف جومينس المعلومات المتعلقة بعهد جهانجير بأنها ذات قيمة. ومع ذلك، فإن كتاب انتخاب جهانجير شاهي لم يعد متاحًا، ولكن تم استخراج بعض الأعمال منه بواسطة هنري مايرز إليوت في كتابه تاريخ الهند كما رواه مؤرخوها. 
وقد تم الاستشهاد بالعمل نفسه في العديد من الكتب، حيث وصفه ميهتا بأنه "ذكي"، مما يوفر نظرة ثاقبة رئيسية في حياة جهانكير. ويتناول بالتفصيل أعمال الخير العامة، والعقوبات التي فرضت على خسرو ميرزا . يقدم العمل أيضًا تفاصيل رئيسية عن تمرد ماهابات خان . 
تستشهد به العديد من المصادر الثانوية الحديثة كجزء من ببليوغرافيا مختارة نظرًا لرواياته المعاصرة الموثوقة.  

## موت
توفي عبد الوهاب في وقت ما من عام 1622 أو 1623. 